# Незнамова, Лилия Павловна
Незнамова Лилия Павловна (в девичестве — Горбачёва) (7 июля 1934, Харьков — 14 июля 2018, там же) — украинский библиотекарь и библиограф, директор Харьковской государственной научной библиотеки имени В. Г. Короленко (1989—2006), заслуженный работник культуры Украины (2000), лауреат региональных рейтингов «Харьковчанин XX века» (2001) и «Харьковчанин года» (2002).

## Биография
Лилия Незнамова родилась 7 июля 1934 года в Харькове. Отец — Павел Горбачёв, служащий специальной связи, погиб в 1945 году в Германии. Мать — Лидия Агешина в 1938 — 1940 годах была заведующей филиала для детей и юношества Харьковской государственной научной библиотеки имени В. Г. Короленко, а в 1957 — 1961 годах — заведующей читального зала этого филиала.
В 1958 году окончила с отличием Харьковский государственный библиотечный институт. В том же году она стала работать в Харьковской государственной научной библиотеке имени В. Г. Короленко в должности библиографа, с 1959 года — библиотекаря отдела обслуживания и фондов, с 1961 года — заведующей читального зала филиала для детей и юношества. В течение 1972 — 1979 годов заведовала отделом обслуживания юношества, а в 1979 году стала руководителем научно-библиографического отдела.
В 1985 году Лилия Незнамова была назначена заместителем директора по библиотечной работе, в течение 1985 — 1986 годов и в конце 1988 года она исполняла обязанности директора, с 1989 года стала директором Харьковской государственной научной библиотеки имени В. Г. Короленко.
С участием директора в 1990 и 1997 годах подготовлены новые редакции Устава Харьковской государственной научной библиотеки им. В. Г. Короленко. Соответственно внедрялись структурные изменения. В 1991 году — возобновлена деятельность украинского отдела (теперь отдел «Украиника» имени Т. Г. Шевченко). В 1992 году был организован отдел печати и создания страхового фонда (теперь отдел комплексной репрографии документов и формирования страхового фонда), в 1993 году на базе научно-методического отдела начал деятельность читальный зал библиотековедения (теперь кабинет библиотековедения имени Л. Б. Хавкиной).
Под руководством Лилии Павловны библиотека участвовала в формировании национальной библиотечной политики в Украине, разработке целевых программ развития библиотек Украины. Готовились предложения к проектам законов Украины «О библиотеках и библиотечном деле» (1996), «Об обязательном экземпляре документов» (1999), к межведомственной «Программе сохранения библиотечных и архивных фондов на 2000 — 2005 гг.», утверждённой постановлением Кабинета Министров Украины в 1999 году, и другим нормативно-правовым актам и документам в пределах компетенции учреждения.
Внедряла грантовую деятельность и поддерживала партнёрские отношения с международными общественными и правительственными организациями Канады, Германии, Австрии, Франции, Польши, США. В 1995 году совместно с обществом «Канадские друзья в Украине» открыта украинско-канадская библиотека, в 1996 году совместно с Институтом восточных и юго-восточных славян (Австрия) — австрийская библиотека, с Гёте-Институтом (г. Мюнхен, Германия) — немецкий читальный зал.
Лилия Незнамова в начале 1990-х годов инициировала разработку программы автоматизации. В рамках этой работы библиотека в 1997 году была подключена к Интернету по проекту Международного Совета научных исследований и обменов IREX (США). С 1999 года заработал сайт библиотеки. Директор инициировала внедрение новых услуг для пользователей, в том числе удалённых. Так, с 2002 года работает служба электронной доставки документов, с 2005 года является доступным сервис «Виртуальная справочная служба».
В 1990-е годы Незнамова активизировала проведение научных мероприятий. В 1992 году проведена межведомственная научная конференция «Фонды научной библиотеки: состояние и перспективы развития», в 1993 году — региональная межведомственная конференция «История библиотечного дела в Украине», в 1998 году — первая научно-практическая конференция «Короленковские чтения», которая впоследствии стала ежегодной. Под руководством директора состоялся ряд краеведческих мероприятий. Так, в 2000 году проведена научно-практическая конференция «Библиотечное краеведение как составная часть региональной библиотечной политики», в 2003 году — научная конференция «Региональные проблемы развития украиноведения Восточной Украины», в 2002 — 2004 году — библиографические чтения и студии памяти украинских библиографов И. И. Корнейчика, Ф. Ф. Максименко и др., в 2005 году — международный семинар «Библиотечное краеведение: новые технологии».
Лилия Незнамова всячески поддерживала развитие социокультурной деятельности библиотеки, внедрение новых и совершенствование традиционных форм обслуживания. Под её руководством проводились литературные, краеведческие, философские и духовные чтения, круглые столы, читательские диспуты, часы духовности, презентации книг, встречи с выдающимися деятелями науки и культуры, организовывались книжные выставки и просмотры литературы.
В 1995 году Л. П. Незнамова вошла в состав Президиума Всеукраинской общественной организации — Украинской библиотечной ассоциации.
В 2002 и 2005 годах приняла участие в парламентских слушаниях «Украинская культура: состояние и перспективы» и «Культурная политика в Украине: приоритеты, принципы и пути реализации».
С 2007 года продолжала работать в библиотеке в должности главного библиотекаря.
Лилия Незнамова умерла 14 июля 2018 года, похоронена на Харьковском городском кладбище № 17.

## Награды и звания
За личный вклад в развитие библиотечного дела Украины и плодотворную общественно-просветительскую деятельность Лилия Незнамова награждена Почётным знаком отличия Украинской библиотечной ассоциации «За преданность библиотечному делу» (1996), за развитие международных отношений — муниципальной премией и дипломом Харьковского горисполкома (1997), почётными грамотами Министерства культуры и туризма Украины, Харьковского областного совета и областной государственной администрации.
В 2000 году ей присвоено почётное звание «Заслуженный работник культуры Украины».
Лилия Павловна является лауреатом региональных рейтингов «Харьковчанин XX века» (2001) и «Харьковчанин года» (2002), её имя занесено в «Книгу Славы Земли Слобожанской».